# Zwei-Punkt-Methode
Die Zwei-Punkt-Methode ist ein Näherungsverfahren zur Berechnung der Schwerewirkung eines kompliziert geformten Gesteinskörpers bzw. Geländeteils, siehe auch topografische Reduktion. Der Körper bzw. die Geländeform wird dabei rechnerisch in schmale senkrechte Prismen zerlegt, die üblicherweise in einem geografischen Raster angeordnet sind. Die Wirkung dieser schmalen Säulen kann durch lediglich zwei Punkte im oberen und unteren Bereich jeder Säule approximiert werden, was eine wesentliche Vereinfachung von sehr komplexen Formeln der Potentialtheorie darstellt.
Wenn auf einem Messpunkt die Schwerkraft oder die Lotabweichung bestimmt wird und auf dazwischenliegende Punkte interpoliert werden soll, muss zuvor das Gelände bzw. die Geologie rechnerisch „eingeebnet“ werden. Diese Reduktion der Messwerte auf die idealisierte Erdoberfläche erfolgt traditionell durch das Potential zahlreicher vierkantiger Prismen, die stufenartig dem Gelände angepasst werden. Da aber das Gelände i. a. nicht stufenförmig verläuft, ist diese mathematisch strenge Lösung nicht notwendig. Eine in den 1930ern entwickelte Vereinfachung benützt für die Wirkung der einzelnen Prismen jeweils eine senkrechte Massenlinie in ihren Achsen, was für die meisten Anwendungen in Geophysik und Geodäsie genügt.
Noch etwas genauer ist es, die Massenlinie durch zwei Punkte 15 % unterhalb der oberen Prismenfläche und 15 % oberhalb der unteren Prismenfläche zu ersetzen. Die Methode wurde in einem Geoidprojekt der TU Wien empirisch entwickelt und in einer Dissertation an der Bergakademie Freiberg theoretisch untermauert.